# Kanyamangati
Kanyamangati är ett vattendrag i Burundi.   Det ligger i provinsen Karuzi, i den norra delen av landet, 100 kilometer nordost om huvudstaden Bujumbura.
Omgivningarna runt Kanyamangati är en mosaik av jordbruksmark och naturlig växtlighet. Runt Kanyamangati är det tätbefolkat, med 297 invånare per kvadratkilometer.